# 霍爾帕山 (卡斯蒂利亞省)
15°43′28″S 72°21′38″W / 15.72444°S 72.36056°W
霍爾帕山（Qullpa），是秘魯的山峰，位於該國南部阿雷基帕大區的卡斯蒂利亞省，處於揚卡山以南，屬於安第斯山脈的一部分，海拔高度5,226米。